# Gnathochromis pfefferi
Gnathochromis pfefferi es una especie de peces de la familia Cichlidae en el orden de los Perciformes.

## Morfología
Los machos pueden llegar alcanzar los 14 cm de longitud total.

## Alimentación
Come principalmente  gambas.

## Depredadores
Es depredado por Perissodus microlepis.

## Hábitat
Es una especie de clima tropical entre 24 °C-26 °C  de temperatura.

## Distribución geográfica
Se encuentran en África: lago Tanganica.